# الكسر (العدين)

تعديل مصدري - تعديل

الكسر محلة تابعة لقرية الجبل، التابعة لعزلة بني عمران بمديرية العدين إحدى مديريات محافظة إب في الجمهورية اليمنية، بلغ تعداد سكانها 44 حسب تعداد اليمن لعام 2004.